# 금속-질화물-산화물-반도체 트랜지스터
금속-질화물-산화물-반도체(영어: metal–nitride–oxide–semiconductor) 또는 금속-질화물-산화물-실리콘(metal–nitride–oxide–silicon, MNOS) 트랜지스터는 MOSFET(금속-산화물-반도체 전계효과 트랜지스터)의 일종으로, 산화물 층이 질화물과 산화물의 이중층으로 대체된 것이다. 이는 기존 표준 MOS 기술의 대안이자 보완책으로, 질화물-산화물 층이 절연체로 사용된다. 이는 비휘발성 컴퓨터 메모리에 사용된다.

## 역사
최초의 이산화 규소 트랜지스터는 1957년 벨 연구소에서 프로쉬와 데릭이 개발했다.
1967년 말, H.A. 리처드 웨게너가 이끄는 스페리 연구팀은 금속-질화물-산화물-반도체(MNOS) 트랜지스터를 발명했는데, 이는 산화물 층이 질화물과 산화물의 이중층으로 대체된 MOSFET의 일종이다. 질화물은 부동 게이트 대신 트랩 층으로 사용되었지만, 부동 게이트보다 열등하다고 여겨져 사용이 제한되었다.
전하 트랩(CT) 메모리는 1960년대 후반 MNOS 장치와 함께 도입되었다. 이는 부동 게이트(FG) 메모리와 유사한 장치 구조 및 작동 원리를 가졌지만, 주된 차이점은 FG 메모리에서는 전하가 전도성 재료(일반적으로 도핑된 폴리실리콘 층)에 저장되는 반면, CT 메모리에서는 유전체 층(일반적으로 질화 규소로 만들어짐) 내의 국부화된 트랩에 전하를 저장한다는 점이다.

## 같이 보기
- 장효과 트랜지스터
- MISFET
- MOSFET
- SONOS